# Янка Абабурко
Янка Абабурко (біл. Янка Абабурка; 1 вересня 1921, c. Морач, Несвізький повіт, Новогрудське воєводство, тепер Несвізький район, Мінська область — 23 липня 2009, Манчестер, Велика Британія) — білоруський православний священник у Великій Британії.

## Біографія
З літа 1944 року — на еміграції. Був в Армії Андерса. У Великій Британії з 1946 року брав участь у громадському та церковному житті Манчестера. 13 жовтня 1963 року у німецькому місті Карлсруе був висвячений на священника Білоруської автокефальної православної церкви (БАПЦ) митрополитом Української автокефальної православної церкви Никанором (Абрамовичем). Опікувався білоруськими парафіями БАПЦ у Манчестері, Бредфорді, Ноттінгемі, Бірмінгемі, Лондоні, Кембриджі, керівник БАПЦ.
Похований на місцевому Південному цвинтарі у Манчестері.